# ماريوس أسين
ماريوس أسين هو سائق رالي نرويجي، ولد في 13 يناير 1992.

## روابط خارجية
- ماريوس أسين على موقع eWRC-results.com (الإنجليزية)